# Motel (Warnow)
|  | No s'ha de confondre amb Motel (Schilde). |

El Motel (pronúnica Mòtel) és un riu d'uns tretze quilòmetres al districte de Ludwigslust-Parchim a Mecklenburg-Pomerània Occidental. És un afluent esquerra del Warnow, que desemboca al Mar Bàltic.
Neix al sud de Neu Schlagsdorf i desemboca uns tretze quilòmetres més avall al Warnow al nord-oest de Vorbeck. El nom prové d'una arrel eslau motiti se que significa moure's amb molt vivacitat. Creua els llacs Stettiner See, Schwarzer See, Weisser See, Cambser See i Grosse Pohlsee. Malgrat molts intervencions humanes va mantenir molts trams que conserven un caràcter natural que són subjectes de mesures de protecció mediambiental.